# Букачівська селищна територіальна громада
Букачівська селищна територіальна громада — територіальна громада Івано-Франківського району, Івано-Франківської області. Адміністративний центр — селище Букачівці
Утворена 27 липня 2018 року шляхом об'єднання Букачівської селищної ради та Вишнівської, Козарівської, Чернівської сільських рад . З 17 липня 2020 р. до Букачівської громади долучено: Луковець-Вишнівську, Колоколинську та Чагрівську сільські ради. 
Громада межує на північному сході з Рогатинською МТГ, на південному сході з Бурштинською МТГ Івано-Франківського району, на півдні з Войнилівською СТГ Калуського району, на півночі з  Ходорівською МТГ, на заході з Журавненською СТГ Стрийського району Львівської області.

## Населені пункти
До складу громади входять 1 селище (Букачівці) і 12 сіл: Букачівська Слобода, Витань, Вишнів, Журавеньки, Зруб, Козарі, Посвірж, Чернів, Луковець-Вишнівський, Луковець-Журівський, Колоколин та Чагрів.